# 1118
Năm 1118 là một năm trong lịch Julius.